# Сургутская трибуна
«Сургутская трибуна» — российская газета, выходящая в Сургуте.

## Общие сведения
«Сургутская трибуна» — старейшая газета Сургута. Первый номер издания вышел 23 октября 1934 года.  В 30-40-е годы учредителями газеты были Сургутский РК ВКП(б) и районный Совет трудящихся, позже – горком КПСС и городской Совет народных депутатов. 
За свою историю газета сменила несколько названий. Изначально газет называлась называлась «Организатор». С 7 января 1935 года по инициативе первых колхозников газета стала называться «Колхозник». С 4 октября 1956 года стала называться «К победе коммунизма». 5 мая 1990 года газета выходит под названием – «Сургутская трибуна».
Издание входит в медиахолдинг АО Издательский Дом «Новости Югры». Это полноцветное еженедельное 32-полосное издание с тиражом порядка 8 тыс. экземпляров. Рубрики: «Экономика», «Политика», «Деловой вторник», «Культура», «Образование», «Общество», «Мир спорта», «Происшествия».

## Редактора
- Киселев Владимир Васильевич (1975-1991)
- Меркушев Владимир Иванович (?-2021)
- Стройнова Маргарита Сергеевна (2021 - н.в.)